# 楔子 (文學)
章回小說多有楔子，取意製作木柴和器械的楔子。楔子的意涵寫在篇首，用來鋪承故事並引領讀者進入正文，是加強結構的補充說明。元雜劇中也有楔子的應用，推測原因是限於雜劇一本四折的格局，藉此得到一種伸縮補充的餘地。